# Kalinago
Pour les articles homonymes, voir Caraïbes.

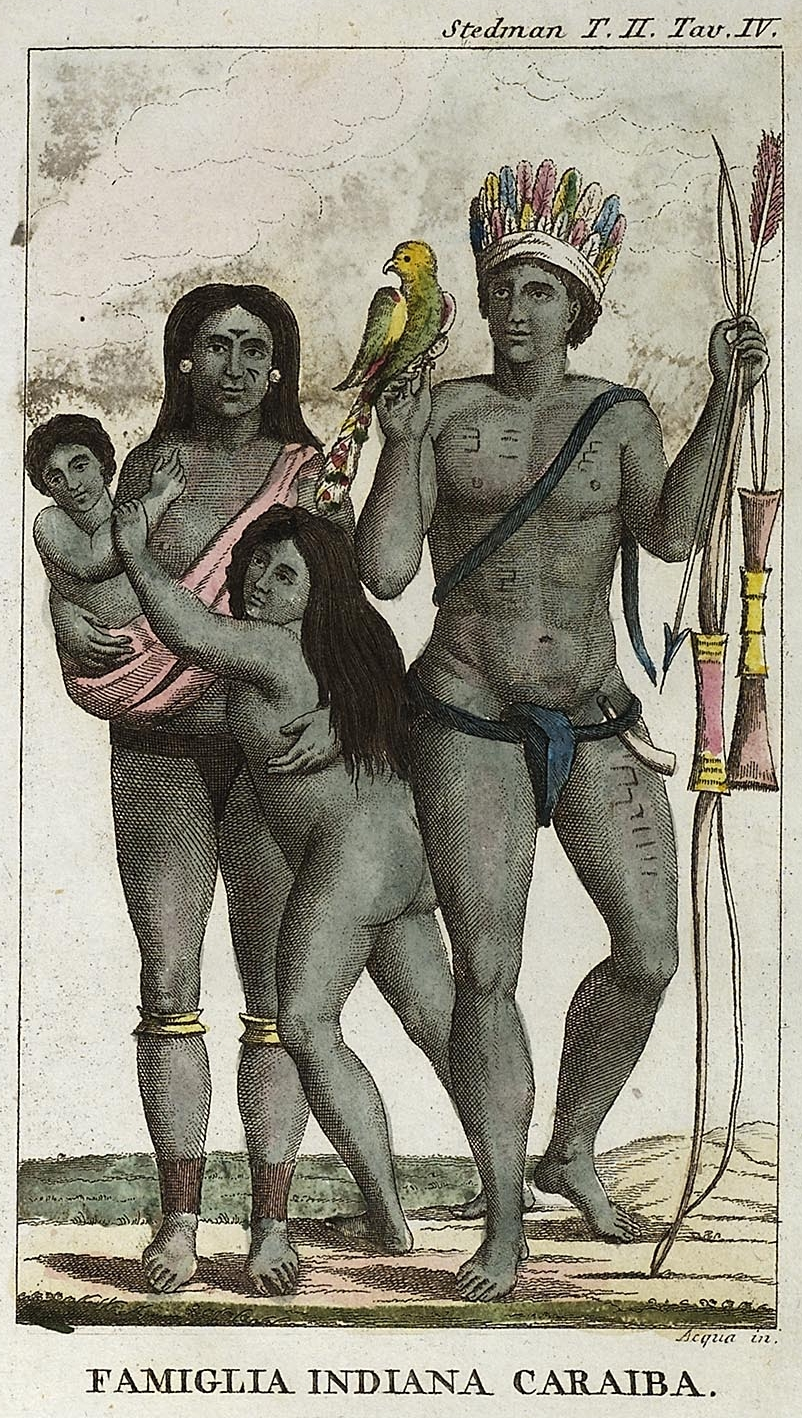
Famille kalinagos, telle qu’imaginée par Jean-Gabriel Stedman en 1796.

Les Kalinagos, surnommés Caraïbes, (Karibs ou Caribs en anglais) par les colons européens sont des populations autochtones originaires du Nord du Venezuela ayant migré vers les îles des Caraïbes vers la fin du IXe siècle de notre ère. Le nom international de « Caraïbes » leur a été définitivement attribué après l'arrivée des Européens dans le Nouveau Monde. De ce fait, ce peuple préfère l’appellation Kalinagos plus proche de leur nom originel (Kali'nas) tel qu'il a été enregistré par le prêtre missionnaire français Raymond Breton au début du XVIIe siècle, les hommes s'appelaient eux-mêmes Callinago et les femmes Calliponam.
Les Kalinagos ont nommé l'actuelle Dominique Wai`tukubuli qui signifie « Grand est son corps » et « Hairoun », non traduit, l'île de Saint-Vincent. Ils donneront leur nom à la mer de l'Amérique centrale, devenue la mer des Caraïbes, et plus largement à la région des Caraïbes,.
À la suite du premier contact avec les kalinagos, Christophe Colomb note dans son journal qu'on lui a rapporté l'existence : « Des hommes avec un seul œil, d'autres ayant des museaux de chien, se nourrissant de chair humaine : sitôt qu'ils capturaient un ennemi, ils le décapitaient, buvaient son sang et ils lui coupaient la nature ». 
Les tout premiers voyageurs de l'époque témoignent de pratiques cannibales des Kalinagos envers leurs ennemis vaincus (Voyage du capitaine Fleury, en 1618 un des premiers bateau européen à accoster en Martinique notamment, avec inclusion du premier recueil de vocabulaire caraïbe ; l'auteur a vécu presque 6 mois parmi les caraïbes et son témoignage est de première valeur)  :

« Cannibale » a pour origine un terme arawak, caniba, déformation de cariba, mot par lequel les Indiens Carib des Petites Antilles s'auto-désignaient. Dans leur bouche et dans leur langue, le mot signifiait, semble-t-il, « hardi », « homme courageux ». En revanche, pour les Arawaks de Cuba, (Grandes Antilles), victimes des incursions répétées et sanglantes de leurs ennemis Carib, qui ne cessaient de remonter d'île en île, toujours plus au nord, le terme de cariba comportait une connotation extrêmement négative. C'est cette dernière qui prévalut, dans le discours prétendument factuel de Colomb, infléchissant d'emblée l'image du Carib, insensiblement transformé en redoutable et pittoresque cannibale. »

La désignation des Caraïbes dans la langue arawak, cariba, a par ailleurs été transposée, via l'espagnol, dans de nombreuses langues européennes, par exemple le français, donnant l'adjectif et substantif « cannibale ». 
Toutefois le cannibalisme chez les kalinagos n'a jamais été vraiment attesté et dans les anciens rites du peuple kalinago il y a certainement eut des incidents isolés, rien qui justifie des accusations de cannibalisme par tout le peuple kalinago encore aujourd'hui.

## Culture
Bien que nomades à l'origine car des navigateurs, ils se sont installés dans plusieurs régions du territoire vénézuélien, exploitant l'agriculture avec des cultures telles que le maïs et le manioc. Ils étaient également des chasseurs de cerfs, habitués à pêcher et à cueillir des fruits pour compléter leur régime alimentaire.
À l'heure de leur mode de vie inviolé, ils ont connu un essor considérable dans le commerce basé sur le troc, réussissant à échanger du sel, du poisson, du maïs, des bijoux et même des esclaves avec d'autres tribus.
Leur structure sociale était basée sur un chef appelé « cacique ». Il était comme le représentant légal de son peuple devant les autres tribus et les affaires qui se déroulaient, mais cela ne le rendait pas pour autant supérieur aux autres.
Les chamanes ou les prêtres occupaient également un rang élevé parmi les autochtones, car ils étaient responsables de la guérison et de la médiation entre le monde des vivants et le monde spirituel.

### Société

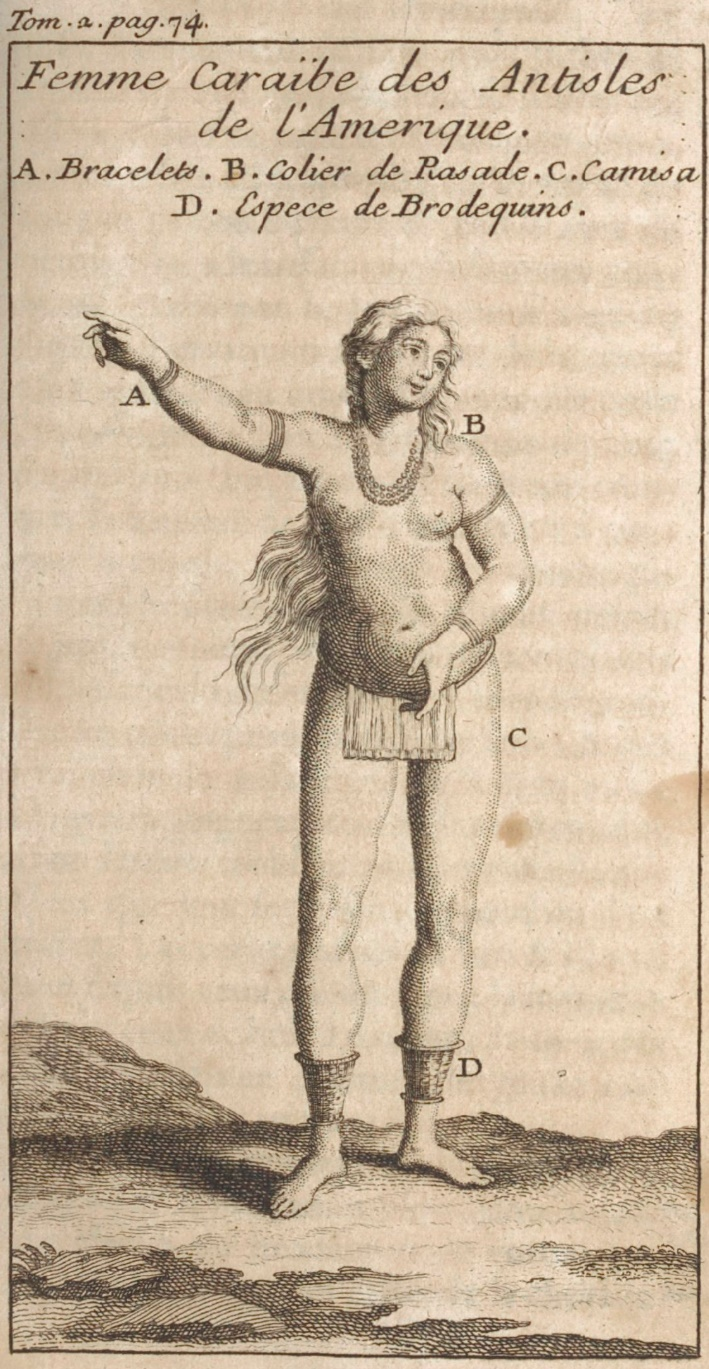
Femme Caraïbe des Antilles de l’Amérique. Gravure de 1742.

Bien que la base de leur société soit patriarcale, les femmes étaient grandement respectées et jouaient un rôle important au sein de la société. Elles produisaient vêtements, nourriture et étaient chargées de l’agriculture, décidant même de la période de semence et de celle de la récolte. Elles s’occupaient aussi des tâches ménagères et élevaient les jeunes enfants.
Les récits des explorateurs du XVIIe siècle rapportent qu’à l’instar d’autres tribus sud-américaines, les femmes kalinas vivaient avec les enfants dans des maisons séparées de celles des hommes. Ces derniers se consacraient à la guerre.
Les Kalinas étaient organisés de façon plus égalitaire que les Taïnos. Les caciques et les chefs de guerre, en dehors de leurs fonctions, n’étaient pas plus haut gradés que les autres villageois.
Ce peuple n’avait pas de grands états ou d’aristocratie, il avait un Grand Conseil qui restait informé de l’état des différentes localités, grâce aux caciques qui s’en occupaient.

### Vêtements
La principale coutume des autochtones vénézuéliens appartenant au groupe ethnique des Kalinagos était de recouvrir leurs organes génitaux et de s’appliquer sur le corps des peintures créées avec des colorants d'origine végétale et minérale.
Ces créations corporelles, en plus de servir de protection contre les moustiques, servaient également de symboles pour distinguer les familles les unes des autres. Ils avaient l’habitude de porter le nom de la famille peint sur le visage et de dessiner au colorant noir l'animal qui les représentait.

### Artisanat
Les Kalinagos dits Amérindiens encore aujourd'hui, sont largement connus pour leurs grandes créations et confections de vannerie autochtone utilisant diverses fibres tirées de l'environnement les entourant comme matière première.
Même sur les marchés populaires, il est courant de voir des paniers, des récipients, des plats que les habitants de la tribu utilisent tous les jours pour stocker de la nourriture.

### Religion
Les Kalinas étaient, comme souvent dans les tribus aux alentours du Venezuela, un peuple polythéiste. Leurs dieux étaient représentés par la nature qui les entourait.
Des phénomènes tels que la pluie, le feu, les astres (le soleil et la lune) représentaient les dieux créateurs du monde, des hommes et de tout ce qui existait.

### Alimentation

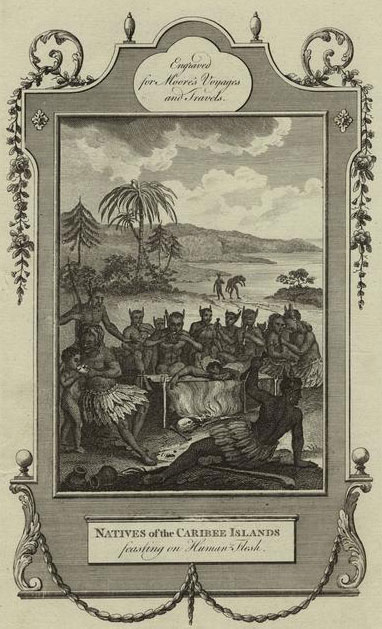
Le mythe du cannibalisme des Kalinagos, représentés ici avec des cornes de diable par John Hamilton Moore en 1778.

Les récits des explorateurs et les déformations du nom nous poussent à penser que ce peuple était anthropophage. Mais encore l'on sait aussi que les colons européens avaient une très grande ambition et un très grand appétit pour conquérir le Nouveau Monde. 
Aussi les écrits et dires des grands colonisateurs européens ne seraient pas à prendre pour l'histoire exacte racontée sur les peuples autochtones. 
Cependant, des récentes découvertes des chercheurs nord-américains montrent qu'il ne s'agit là que de simples spéculations, mais là encore, il n'y a aucune preuve tangible. En effet, des analyses faites sur leurs ossements montreraient des traces de poisson et de maïs, ainsi que d'animaux locaux. 

## Relations avec les Européens
Lorsque Christophe Colomb arrive aux Bahamas le 12 octobre 1492, il rencontre les Lucayens. Sur l'île de Cuba  les habitants sont au nombre de 120 000. Ils sont de différentes nations, mais les Taïnos dominent en nombre.
Diego Velázquez de Cuéllar et ses hommes se lancent dans la conquête et le pillage du territoire. Ils s’approprient les terres, réduisent les Tainos en esclavage et accaparent l’or. En moins de dix ans d’échange colombien, de 1511 à 1520, la population de l'île (actuelle Saint Domingue) est décimée, résistant mal aux nouvelles maladies introduites par les colons, aux guerres et au travail imposé par les conquistadors espagnols.

### Révoltes indigènes
En situation coloniale, et particulièrement dans tout le Nouveau Monde dans les années 1500, après les premiers contacts, et les nécessaires cultures vivrières pour une petite minorité (entrante), divers scénarios sont possibles. Le plus fréquent est l'implication, domination, soumission, relégation, déportation (pour travail forcé / servage / esclavage (esclavage des Amérindiens) de tout ou partie de la population indigène, l'accaparement de(s) terres coutumières (collectives, traditionnelles), la déforestation pour l'élevage et/ou la culture d'exportation. Le choc des cultures signifie aussi conflit des agricultures, principalement du fait des compagnies commerciales européennes. Dans le contexte caribéen, parmi d'autres, le tabac, l'indigo, le coton et la canne à sucre vont être pour longtemps des éléments déterminants (emploi, production, export).
La rapide importation d'esclaves d'origine ouest-africaine est évidemment une donnée complémentaire.
Après plaintes, protestations, promesses ou négociations (ou non), des oppositions se manifestent de la part des indigènes, suivies de révoltes logiques, souvent violentes. Peu sont documentées. Les suites sont prévisibles : répression, poste militaire, fortification, tout un cycle de dysfonctionnements.
La dernière grande révolte semble s'être déroulée à Saint-Christophe en 1626, selon Jean-Baptiste Du Tertre (1610-1687), religieux et botaniste. Cela concerne, entre autres, parmi les colons français : Thomas Warner (1580-1649), Pierre Belain d'Esnambuc (1585-1636), François Levasseur (?-1652). Le chiffre évoqué de 4 000 insurgés interroge : le chef kalinago Ouboutou Tegremante (en) aurait su réunir les Amérindiens mécontents de diverses îles. Une première embuscade aurait causé la mort d'une centaine de colons anglais et français. La répression aurait provoqué le massacre de 2 000 révoltés et la fuite des autres.
Ils sont pourchassés, et les survivants sont expulsés en 1640 sur l'île de la Dominique. Peu après, arrivent les premiers bateaux négriers (en colonie française, à Saint-Christophe) : le commerce des esclaves (commerce triangulaire) est autorisé par Louis XIII en 1642, pour les possessions françaises.
La Réserve Caraïbe (1763, Le Territoire Kalinago) serait un des derniers témoignages dans la sous-région.

## Caraïbes et Arawaks
Il était jusqu'à très récemment, couramment admis que les Arawaks avaient été exterminés par les Caraïbes,. Cependant il semble que cette affirmation ne soit plus aussi nettement acceptée.
Mais le terme Caraïbes est un nom attribué par les colons européens car leur nom originel est Kalinago.

### Thèse de l'absence d'extermination

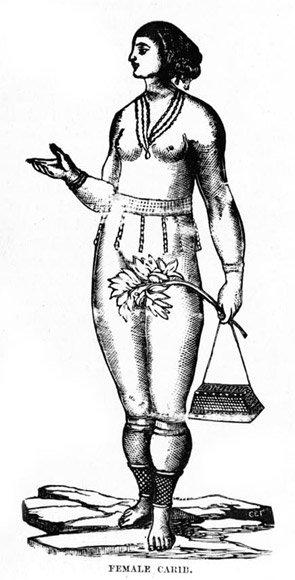
Gravure pour un ouvrage de Charles Edwin Taylor (1888).

Les enjeux économiques de la colonisation expliqueraient en grande partie que se soit forgée une histoire largement légendaire où des populations « caraïbes », "sauvages"  et "mangeurs d'hommes", auraient exterminé d'hypothétiques populations arawaks pacifiques enlevant et réduisant en esclavage leurs femmes.
De nombreux travaux récents tendent à démontrer que ce schéma a souvent été évoqué dans l'histoire pour justifier l'extermination d'un peuple par un autre [réf. nécessaire]. Il s'agirait en quelque sorte d'une auto-justification : certes, les Européens auraient exterminé les «Kalinas», mais ce ne serait qu'un juste retour des choses, ces populations étant censées avoir fait de même avec leurs prédécesseurs.
Ce schéma se retrouve toujours plus ou moins développé par les chroniqueurs et perdure jusque dans des ouvrages récents et est encore enseigné dans les écoles. Il faut simplement remarquer que la polysémie des termes Arawaks et Kalinas, recouvrant aussi bien des populations amazoniennes, des familles linguistiques et les protagonistes du « pseudo » drame des chroniqueurs, fait que les archéologues évitent de les employer pour se cantonner aux caractérisations purement archéologiques des différentes cultures mises en évidence dans les Antilles[réf. nécessaire].

### Thèse de l'extermination
Cette thèse, longtemps indiscutée, définit deux peuples : les Arawaks et les Kalinas. Les premiers qui constituent un peuple de marins définissent une société peu belliqueuse et qui nous a légué de nombreuses poteries très ouvragées. Les seconds constituent un peuple aux aptitudes guerrières plus grandes qui par une politique d'expansion a exterminé le peuple arawak, en consommant la chair des vaincus et prenant comme femmes les veuves de ces derniers. En l'absence de tradition écrite, il est impossible de se fier à d'autres sources que celles des premiers explorateurs-colons. Les éléments plaidant en faveur de cette thèse sont :
- existence de trois langues, l'une parlée par les femmes et considérée comme 100 % arawak et celle des hommes, mélange de "caraïbe" et d'arawak ainsi qu'un dernier langage consacré à la guerre ;
- existence avérée de deux familles culturelles différentes (tradition de poteries très différentes) ;
- écrits des premiers colons et notamment l’Anonyme de Carpentras qui livre un des récits les plus crédibles sur les petites Antilles avant l’installation des puissances coloniales[14].

### Thèse intermédiaire
Si l'existence de deux « peuples » différenciés est contestable (les notions de "caraïbes" et Arawaks sont des termes polysémiques selon l'interlocuteur qui les emploie[réf. nécessaire]), les vestiges archéologiques mettent en évidence, notamment par le style des poteries au moins trois styles archéologiques dont les deux derniers pourraient être appliqués aux termes Arawaks et "caraïbes". L'histoire humaine étant riche en épisodes d'élimination de peuples par d'autres, il est possible qu'une vague ait pu chasser la précédente. Cependant, cette élimination a très bien pu se faire de façon culturelle sans prépondérance guerrière.
La différence linguistique hommes-femmes peut également s'expliquer par des contacts plus approfondis de la gent masculine avec d'autres tribus. Ainsi l'hybride linguistique parlé par les hommes (structure grammaticale arawak avec du vocabulaire "caraïbe") pourrait s'apparenter à un sabir.
Enfin il est certain que les traditions guerrières alliés à l'anthropophagie rituelle pratiquée par les "Caraïbes" ont contribué à créer l'image du sauvage propre à promouvoir le bien-fondé de la colonisation. D'après des historiens dont Deidre Rose, l'origine de cette anthropophagie supposée serait liée au rituel aux morts, des ossements étaient conservés dans les maisons. Il reste que des pratiques anthropophages sont bien attestées parmi les peuples amérindiens[réf. nécessaire].

## Population actuelle
Grâce au relief de la Dominique, le peuple "Caraïbe" put se cacher des forces européennes. De nos jours, au nord-est de l'île, ils disposent d'un petit territoire de 15 km2, donné par la Couronne britannique en 1903, le Réserve Caraïbe (Territoire Kalinago). Il ne subsiste plus qu'environ 3000 "Caraïbes". En juillet 2003, ils ont fêté la journée du centenaire de leur territoire (100 Years of Territory). Ils élisent leur propre chef, qui était en 2009 Garnet Joseph. Ils seraient les derniers représentants du peuple originel, cependant des mariages sont célébrés avec la population locale.
Il existe également quelques centaines de "Caraïbes" à Trinidad et un nombre indéterminé à Saint-Vincent. D'autres communautés existent en Amérique du Sud, au Venezuela, en Colombie, au Brésil, en Guyane, au Guyana et au Suriname. Les "Caraïbes" noirs (appelés les Garifunas) issus du métissage entre des esclaves africains évadés (les nègres marrons) et les "Caraïbes" rouges ont été déportés de Saint-Vincent par les Britanniques en 1797 sur l'île de Roatán. Ces derniers locuteurs de la langue "caraïbe" insulaire vivent désormais dans quelques villages d'Amérique centrale sur les côtes Atlantique du Belize, du Guatemala, du Honduras et du Nicaragua.

## Origine du motCaraïbe

### Étymologie
Le nom Caraïbe signifiait à l'origine « guerrier » en langue arawak.

### Déformations du nom
Le nom « Caraïbe » a fait beaucoup de chemin. Ce nom, originellement « Cariba », a subi maintes modifications :
- Cariba, Caliba, Caniba, Cannibale ;
- Calina, Calinago, Kali'na, Kalinago

La déformation de leur nom a donné, dans la langue française, le terme « cannibale », car on a longtemps pensé que ce peuple se nourrissait de chair humaine bien qu'on n'en ait actuellement aucune preuve.
Et cela a contribué à aider les colons a réduire en esclavage les peuples autochtones qu'ils ont traité de "sauvages" et de "mangeurs d'homme". 

#### Histoire
- Histoire des Caraïbes, histoire de la Martinique, histoire de la Guadeloupe, histoire de la République dominicaine, histoire d'Haïti, histoire de la Dominique, histoire de Saint-Vincent
- Colonisation européenne des Amériques, Esclavage des Amérindiens, Révolte kalinago à Saint-Christophe en 1626
- Génocide des peuples autochtones, génocide Kalinago (en)
- Guerre de 1658 contre les Indiens caraïbes (à la Martinique), Tombeau des Caraïbes
- Première guerre franco-caraïbe de 1636-1642 en Guadeloupe, Charles Liénard de L'Olive (1601-1643)
- Première guerre des Caraïbes (1769-
- Massacre d'Arena (1699, Trinité), Arima (Trinité-et-Tobago), Santa Rosa First Peoples Community (en) (1784/1786-), Carib Queen (en) (1875-)
- Traites négrières, commerce triangulaire, Esclavage dans les Caraïbes britanniques et françaises, assaisonnement (esclavage) (en),histoire afro-caribéenne (en), Afro-Caribéens

#### Société
- Kali'na
- Cacique (chef)
- Garifunas
- Territoire Kalinago (Réserve Caraïbe en Dominique), Salybia, liste des chefs du Territoire Kalinago
- Raymond Breton (1609-1679), missionnaire dominicain, auteur du premier lexique français-caribe
- Langues arawakiennes
  - Kalinago (en), Garifuna (langue), Kali'na (langue) au Venezuela et en Guyane